# Einherji
Ungmennafélagið Einherji là một câu lạc bộ thể thao Iceland đến từ Vopnafjörður, Iceland.
Tên của câu lạc bộ được đặt theo einherjar, hình tượng từ Thần thoại Bắc Âu.
Năm 2013, câu lạc bộ được thăng hạng từ hạng đấu thứ tư mới được thành lập ở Iceland lên hạng ba, khi vô địch sau chiến thắng 2–0 trong trận chung kết trước Berserkir. Đây là danh hiệu đầu tiên của Einherji trong lịch sử câu lạc bộ.

## Đội hình hiện tại
Tính đến 20 tháng 10 năm 2017
Ghi chú: Quốc kỳ chỉ đội tuyển quốc gia được xác định rõ trong điều lệ tư cách FIFA. Các cầu thủ có thể giữ hơn một quốc tịch ngoài FIFA.
| Số | VT | Quốc gia | Cầu thủ               |
| -- | -- | -------- | --------------------- |
| 1  | TM | Latvia   | Oskars Dargis         |
| 2  | TV | Iceland  | Fjölnir Brynjarsson   |
| 3  | TV | Iceland  | Hemmert Baldursson    |
| 4  | HV | Iceland  | Sverrir Fridriksson   |
| 5  | HV | Bulgaria | Zhivko Dinev          |
| 7  | TĐ | Iceland  | Bjartur Adalbjörnsson |
| 8  | TĐ | Iceland  | Sigurdur Sigurdsson   |
| 9  | TĐ | Iceland  | Gunnlaugur Baldursson |
| 10 | HV | Bulgaria | Aleksandar Kirilov    |
| 11 | TV | Iceland  | Heidar Adalbjörnsson  |

| Số | VT | Quốc gia | Cầu thủ               |
| -- | -- | -------- | --------------------- |
| 12 | TM | Iceland  | Björgvin Gardarsson   |
| 13 | TV | Bulgaria | Todor Todorov         |
| 14 | TV | Iceland  | Sigurdur Jóhannsson   |
| 16 | HV | Iceland  | Víglundur Einarsson   |
| 17 | TV | Bulgaria | Dilyan Kolev          |
| 18 | TĐ | Iceland  | Viktor Saevaldsson    |
| 19 | TV | Bulgaria | Todor Hristov         |
| 20 | TV | Iceland  | Viktor Heidarsson     |
| 21 | HV | Iceland  | Daníel Magnússon      |
| 22 | TĐ | Iceland  | Gunnlaugur Baldursson |